# Campionato mondiale femminile di pallamano 2003
Il campionato mondiale femminile di pallamano 2003 è stato la sedicesima edizione del massimo torneo di pallamano per squadre nazionali femminili, organizzato dalla International Handball Federation (IHF). Il torneo si è disputato dal 2 al 14 dicembre 2003 in Croazia in sei impianti e semifinali e finali si sono disputate a Zagabria. Vi hanno preso parte ventiquattro rappresentative nazionali. Il torneo è stato vinto per la prima volta dalla Francia, che in finale ha superato l'Ungheria dopo i tempi supplementari.

## Formato
Le ventiquattro nazionali partecipanti sono state suddivise in quattro gironi da sei squadre ciascuno. Le prime tre classificate accedono al turno principale, nella quale le prime tre dei gironi A e B sono inserite nel girone E, mentre le prime tre dei gironi C e D sono inserite nel girone F. Nella seconda fase ogni squadra porta il risultato ottenuto contro le altre due squadre contro cui ha giocato nel turno preliminare e affronta le altre tre. Le prime due classificate dei due gironi accedono alle semifinali, mentre le terze accedono alla finale per il quinto posto. Le prime cinque classificate si qualificano al torneo femminile di pallamano dei Giochi della XXVIII Olimpiade.

## Impianti
Il torneo viene disputato in sei sedi.

## Nazionali partecipanti
| Modalità                         | Posti | Qualificate                                                                             |
| -------------------------------- | ----- | --------------------------------------------------------------------------------------- |
| Nazionale del Paese ospitante    | 1     | Croazia                                                                                 |
| Campionato mondiale 2001         | 1     | Russia                                                                                  |
| Campionato europeo 2002          | 3     | Danimarca Norvegia Francia                                                              |
| Torneo di qualificazione europeo | 9     | Germania Austria Ungheria Rep. Ceca Slovenia Serbia e Montenegro Romania Spagna Ucraina |
| Campionato asiatico 2002         | 3     | Corea del Sud Cina Giappone                                                             |
| Campionato africano 2002         | 3     | Angola Costa d'Avorio Tunisia                                                           |
| Campionato panamericano 2003     | 3     | Brasile Argentina Uruguay                                                               |
| Qualificazioni oceaniane         | 1     | Australia                                                                               |

## Turno preliminare

### Girone A

#### Classifica
| Pos. | Squadra             | Pt | G | V | N | P | GF  | GS  | DR   |
| ---- | ------------------- | -- | - | - | - | - | --- | --- | ---- |
| 1.   | Francia             | 10 | 5 | 5 | 0 | 0 | 149 | 98  | +51  |
| 2.   | Spagna              | 8  | 5 | 4 | 0 | 1 | 150 | 120 | +30  |
| 3.   | Serbia e Montenegro | 6  | 5 | 3 | 0 | 2 | 165 | 143 | +22  |
| 4.   | Croazia             | 4  | 5 | 2 | 0 | 3 | 142 | 122 | +20  |
| 5.   | Brasile             | 2  | 5 | 1 | 0 | 4 | 136 | 155 | -19  |
| 6.   | Australia           | 0  | 5 | 0 | 0 | 5 | 74  | 178 | -104 |

#### Risultati
| Spalato 2 dicembre 2003, ore 16:00 | Serbia e Montenegro | 41 – 18 (24-6) | Australia |  |

| Spalato 2 dicembre 2003, ore 18:00 | Croazia | 32 – 25 (11-12) | Brasile |  |

| Spalato 2 dicembre 2003, ore 20:00 | Francia | 28 – 25 (11-10) | Spagna |  |

| Spalato 3 dicembre 2003, ore 16:00 | Spagna | 33 – 27 (13-12) | Serbia e Montenegro |  |

| Spalato 3 dicembre 2003, ore 18:00 | Croazia | 38 – 12 (16-5) | Australia |  |

| Spalato 3 dicembre 2003, ore 20:00 | Francia | 33 – 15 (15-4) | Brasile |  |

| Spalato 4 dicembre 2003, ore 16:00 | Spagna | 27 – 25 (13-12) | Brasile |  |

| Spalato 4 dicembre 2003, ore 18:00 | Serbia e Montenegro | 28 – 24 (15-14) | Croazia |  |

| Spalato 4 dicembre 2003, ore 20:00 | Francia | 33 – 13 (18-9) | Australia |  |

| Spalato 6 dicembre 2003, ore 14:00 | Spagna | 36 – 12 (15-7) | Australia |  |

| Spalato 6 dicembre 2003, ore 16:00 | Francia | 28 – 20 (13-10) | Croazia |  |

| Spalato 6 dicembre 2003, ore 18:00 | Serbia e Montenegro | 44 – 41 (19-23) | Brasile |  |

| Spalato 7 dicembre 2003, ore 16:00 | Brasile | 30 – 19 (12-12) | Australia |  |

| Spalato 7 dicembre 2003, ore 18:00 | Spagna | 29 – 28 (12-13) | Croazia |  |

| Spalato 7 dicembre 2003, ore 20:00 | Francia | 27 – 25 (12-13) | Serbia e Montenegro |  |

### Girone B

#### Classifica
| Pos. | Squadra       | Pt | G | V | N | P | GF  | GS  | DR   |
| ---- | ------------- | -- | - | - | - | - | --- | --- | ---- |
| 1.   | Russia        | 10 | 5 | 5 | 0 | 0 | 153 | 106 | +47  |
| 2.   | Corea del Sud | 8  | 5 | 4 | 0 | 1 | 165 | 113 | +52  |
| 3.   | Austria       | 6  | 5 | 3 | 0 | 2 | 165 | 130 | +35  |
| 4.   | Rep. Ceca     | 4  | 5 | 2 | 0 | 3 | 126 | 125 | +1   |
| 5.   | Angola        | 2  | 5 | 1 | 0 | 4 | 119 | 120 | -1   |
| 6.   | Uruguay       | 0  | 5 | 0 | 0 | 5 | 77  | 211 | -144 |

#### Risultati
| Parenzo 2 dicembre 2003, ore 16:00 | Russia | 28 – 27 (11-15) | Corea del Sud |  |

| Parenzo 2 dicembre 2003, ore 18:00 | Rep. Ceca | 46 – 16 (22-6) | Uruguay |  |

| Parenzo 2 dicembre 2003, ore 20:00 | Austria | 29 – 19 (19-6) | Angola |  |

| Parenzo 3 dicembre 2003, ore 16:00 | Corea del Sud | 31 – 18 (18-7) | Rep. Ceca |  |

| Parenzo 3 dicembre 2003, ore 18:00 | Russia | 26 – 22 (13-11) | Angola |  |

| Parenzo 3 dicembre 2003, ore 20:00 | Austria | 47 – 20 (22-9) | Uruguay |  |

| Parenzo 4 dicembre 2003, ore 16:00 | Corea del Sud | 27 – 21 (18-7) | Angola |  |

| Parenzo 4 dicembre 2003, ore 18:00 | Austria | 29 – 22 (16-11) | Rep. Ceca |  |

| Parenzo 4 dicembre 2003, ore 20:00 | Russia | 38 – 15 (14-9) | Uruguay |  |

| Parenzo 6 dicembre 2003, ore 16:00 | Rep. Ceca | 24 – 18 (10-8) | Angola |  |

| Parenzo 6 dicembre 2003, ore 18:00 | Russia | 30 – 26 (16-15) | Austria |  |

| Parenzo 6 dicembre 2003, ore 20:00 | Corea del Sud | 41 – 12 (19-8) | Uruguay |  |

| Parenzo 7 dicembre 2003, ore 16:00 | Russia | 31 – 16 (15-10) | Rep. Ceca |  |

| Parenzo 7 dicembre 2003, ore 18:00 | Corea del Sud | 39 – 34 (17-16) | Austria |  |

| Parenzo 7 dicembre 2003, ore 20:00 | Angola | 39 – 14 (19-5) | Uruguay |  |

### Girone C

#### Classifica
| Pos. | Squadra   | Pt | G | V | N | P | GF  | GS  | DR  |
| ---- | --------- | -- | - | - | - | - | --- | --- | --- |
| 1.   | Ucraina   | 9  | 5 | 4 | 1 | 0 | 158 | 116 | +42 |
| 2.   | Norvegia  | 8  | 5 | 4 | 0 | 1 | 163 | 108 | +55 |
| 3.   | Romania   | 7  | 5 | 3 | 1 | 1 | 158 | 123 | +35 |
| 4.   | Giappone  | 4  | 5 | 2 | 0 | 3 | 133 | 153 | -20 |
| 5.   | Tunisia   | 2  | 5 | 1 | 0 | 4 | 118 | 133 | -15 |
| 6.   | Argentina | 0  | 5 | 0 | 0 | 5 | 74  | 171 | -97 |

#### Risultati
| Karlovac 2 dicembre 2003, ore 17:00 | Giappone | 30 – 24 (15-12) | Tunisia |  |

| Karlovac 2 dicembre 2003, ore 19:00 | Ucraina | 30 – 29 (15-12) | Norvegia |  |

| Karlovac 2 dicembre 2003, ore 21:00 | Romania | 43 – 13 (21-6) | Argentina |  |

| Karlovac 3 dicembre 2003, ore 17:00 | Ucraina | 28 – 28 (14-11) | Romania |  |

| Karlovac 3 dicembre 2003, ore 19:15 | Norvegia | 27 – 25 (14-12) | Tunisia |  |

| Karlovac 3 dicembre 2003, ore 21:15 | Giappone | 24 – 16 (13-7) | Argentina |  |

| Karlovac 4 dicembre 2003, ore 17:00 | Ucraina | 33 – 15 (15-7) | Tunisia |  |

| Karlovac 4 dicembre 2003, ore 19:00 | Norvegia | 45 – 13 (19-8) | Argentina |  |

| Karlovac 4 dicembre 2003, ore 21:00 | Romania | 41 – 30 (19-14) | Giappone |  |

| Karlovac 6 dicembre 2003, ore 17:00 | Ucraina | 28 – 14 (16-5) | Argentina |  |

| Karlovac 6 dicembre 2003, ore 19:15 | Norvegia | 33 – 19 (18-13) | Giappone |  |

| Karlovac 6 dicembre 2003, ore 21:15 | Romania | 25 – 23 (10-10) | Tunisia |  |

| Karlovac 7 dicembre 2003, ore 17:00 | Ucraina | 39 – 30 (18-19) | Giappone |  |

| Karlovac 7 dicembre 2003, ore 19:15 | Norvegia | 29 – 21 (13-9) | Romania |  |

| Karlovac 7 dicembre 2003, ore 21:15 | Tunisia | 31 – 18 (12-10) | Argentina |  |

### Girone D

#### Classifica
| Pos. | Squadra        | Pt | G | V | N | P | GF  | GS  | DR  |
| ---- | -------------- | -- | - | - | - | - | --- | --- | --- |
| 1.   | Ungheria       | 8  | 5 | 4 | 0 | 1 | 171 | 129 | +42 |
| 2.   | Slovenia       | 8  | 5 | 4 | 0 | 1 | 149 | 141 | +8  |
| 3.   | Germania       | 7  | 5 | 3 | 1 | 1 | 144 | 121 | +23 |
| 4.   | Danimarca      | 5  | 5 | 2 | 1 | 2 | 113 | 119 | -6  |
| 5.   | Cina           | 2  | 5 | 1 | 0 | 4 | 135 | 153 | -18 |
| 6.   | Costa d'Avorio | 0  | 5 | 0 | 0 | 5 | 117 | 166 | -49 |

#### Risultati
| Čakovec 2 dicembre 2003, ore 17:00 | Ungheria | 43 – 25 (19-13) | Costa d'Avorio |  |

| Čakovec 2 dicembre 2003, ore 19:00 | Slovenia | 34 – 26 (18-13) | Cina |  |

| Čakovec 2 dicembre 2003, ore 21:00 | Germania | 20 – 20 (11-8) | Danimarca |  |

| Čakovec 3 dicembre 2003, ore 17:00 | Slovenia | 32 – 28 (12-15) | Costa d'Avorio |  |

| Čakovec 3 dicembre 2003, ore 19:15 | Germania | 30 – 27 (17-14) | Ungheria |  |

| Čakovec 3 dicembre 2003, ore 21:15 | Danimarca | 29 – 20 (16-8) | Cina |  |

| Čakovec 4 dicembre 2003, ore 17:00 | Ungheria | 38 – 25 (20-17) | Slovenia |  |

| Čakovec 4 dicembre 2003, ore 19:00 | Germania | 30 – 28 (15-17) | Cina |  |

| Čakovec 4 dicembre 2003, ore 21:15 | Danimarca | 24 – 21 (10-11) | Costa d'Avorio |  |

| Čakovec 6 dicembre 2003, ore 16:15 | Germania | 36 – 17 (16-8) | Costa d'Avorio |  |

| Čakovec 6 dicembre 2003, ore 18:00 | Ungheria | 34 – 30 (14-14) | Cina |  |

| Čakovec 6 dicembre 2003, ore 20:15 | Slovenia | 29 – 21 (15-7) | Danimarca |  |

| Čakovec 7 dicembre 2003, ore 17:00 | Cina | 31 – 26 (11-13) | Costa d'Avorio |  |

| Čakovec 7 dicembre 2003, ore 19:15 | Slovenia | 29 – 28 (13-13) | Germania |  |

| Čakovec 7 dicembre 2003, ore 21:15 | Ungheria | 29 – 19 (14-8) | Danimarca |  |

## Turno principale

### Girone E

#### Classifica
| Pos. | Squadra             | Pt | G | V | N | P | GF  | GS  | DR  |
| ---- | ------------------- | -- | - | - | - | - | --- | --- | --- |
| 1.   | Francia             | 8  | 5 | 4 | 0 | 1 | 128 | 121 | +7  |
| 2.   | Corea del Sud       | 6  | 5 | 3 | 0 | 2 | 158 | 151 | +7  |
| 3.   | Spagna              | 5  | 5 | 2 | 1 | 2 | 139 | 138 | +1  |
| 4.   | Russia              | 5  | 5 | 2 | 1 | 2 | 129 | 129 | 0   |
| 5.   | Serbia e Montenegro | 4  | 5 | 2 | 0 | 3 | 145 | 158 | -13 |
| 6.   | Austria             | 2  | 5 | 0 | 1 | 4 | 149 | 151 | -2  |

#### Risultati
| Zagabria 9 dicembre 2003, ore 16:00 | Spagna | 27 – 26 (19-14) | Austria |  |

| Zagabria 9 dicembre 2003, ore 18:00 | Corea del Sud | 27 – 25 (15-10) | Francia |  |

| Zagabria 9 dicembre 2003, ore 20:00 | Serbia e Montenegro | 31 – 27 (16-14) | Russia |  |

| Zagabria 10 dicembre 2003, ore 16:00 | Spagna | 25 – 25 (13-13) | Russia |  |

| Zagabria 10 dicembre 2003, ore 18:00 | Francia | 28 – 25 (14-15) | Austria |  |

| Zagabria 10 dicembre 2003, ore 20:00 | Serbia e Montenegro | 35 – 33 (17-19) | Corea del Sud |  |

| Zagabria 11 dicembre 2003, ore 16:00 | Corea del Sud | 32 – 29 (15-13) | Spagna |  |

| Zagabria 11 dicembre 2003, ore 18:00 | Francia | 20 – 19 (7-8) | Russia |  |

| Zagabria 11 dicembre 2003, ore 20:00 | Austria | 38 – 27 (22-14) | Serbia e Montenegro |  |

### Girone F

#### Classifica
| Pos. | Squadra  | Pt | G | V | N | P | GF  | GS  | DR  |
| ---- | -------- | -- | - | - | - | - | --- | --- | --- |
| 1.   | Ungheria | 7  | 5 | 3 | 1 | 1 | 154 | 129 | +25 |
| 2.   | Ucraina  | 7  | 5 | 3 | 1 | 1 | 132 | 140 | -8  |
| 3.   | Norvegia | 7  | 5 | 3 | 1 | 1 | 142 | 133 | +9  |
| 4.   | Slovenia | 4  | 5 | 2 | 0 | 3 | 137 | 149 | -8  |
| 5.   | Romania  | 3  | 5 | 1 | 1 | 3 | 135 | 140 | -5  |
| 6.   | Germania | 2  | 5 | 0 | 1 | 4 | 134 | 143 | -9  |

#### Risultati
| Fiume 9 dicembre 2003, ore 17:15 | Ucraina | 26 – 25 (12-13) | Slovenia |  |

| Fiume 9 dicembre 2003, ore 19:15 | Norvegia | 31 – 30 (18-18) | Germania |  |

| Fiume 9 dicembre 2003, ore 21:15 | Ungheria | 30 – 27 (16-16) | Romania |  |

| Fiume 10 dicembre 2003, ore 17:15 | Ucraina | 25 – 23 (12-12) | Germania |  |

| Fiume 10 dicembre 2003, ore 19:15 | Ungheria | 24 – 24 (14-11) | Norvegia |  |

| Fiume 10 dicembre 2003, ore 21:15 | Slovenia | 30 – 28 (15-12) | Romania |  |

| Fiume 11 dicembre 2003, ore 17:15 | Romania | 31 – 23 (18-11) | Germania |  |

| Fiume 11 dicembre 2003, ore 19:15 | Norvegia | 29 – 28 (13-14) | Slovenia |  |

| Fiume 11 dicembre 2003, ore 21:15 | Ungheria | 35 – 23 (18-10) | Ucraina |  |

## Fase finale

### Tabellone
|  | Semifinali    | Semifinali    | Semifinali |          |         | Finale          | Finale          | Finale          |  |
|  |               |               |            |          |         |                 |                 |                 |  |
|  | Francia       | Francia       | 28         |          |         |                 |                 |                 |  |
|  | Francia       | Francia       | 28         |          |         |                 |                 |                 |  |
|  | Ucraina       | Ucraina       | 26         |          |         |                 |                 |                 |  |
|  | Ucraina       | Ucraina       | 26         |          | Francia | Francia         | 32              |                 |  |
|  |               |               |            |          | Francia | Francia         | 32              |                 |  |
|  |               |               | Ungheria   | Ungheria | 29      |                 |                 |                 |  |
|  | Ungheria      | Ungheria      | Ungheria   | Ungheria | 29      | 40              |                 |                 |  |
|  | Ungheria      | Ungheria      |            |          |         | 40              |                 |                 |  |
|  | Corea del Sud | Corea del Sud | 38         |          |         | Finale 3º posto | Finale 3º posto | Finale 3º posto |  |
|  | Corea del Sud | Corea del Sud | 38         |          |         |                 |                 |                 |  |
|  |               |               |            |          |         |                 |                 |                 |  |
|  |               |               |            |          |         | Ucraina         | Ucraina         | 29              |  |
|  |               |               |            |          |         | Ucraina         | Ucraina         | 29              |  |
|  |               |               |            |          |         | Corea del Sud   | Corea del Sud   | 31              |  |

### Semifinali
| Zagabria 13 dicembre 2003, ore 16:00 | Ungheria | 40 – 38 (22-19) | Corea del Sud |  |

| Zagabria 13 dicembre 2003, ore 19:15 | Francia | 28 – 26 (d.t.s.) (10-13; 25-25) | Ucraina |  |

### Finale 5º posto
| Zagabria 14 dicembre 2003, ore 13:30 | Spagna | 27 – 26 (14-14) | Norvegia |  |

### Finale 3º posto
| Zagabria 14 dicembre 2003, ore 16:00 | Corea del Sud | 31 – 29 (18-15) | Ucraina |  |

### Finale
| Zagabria 14 dicembre 2003, ore 19:15 | Francia | 32 – 29 (d.t.s.) (8-11; 28-28) | Ungheria |  |

## Classifica finale
| Pos.    | Nazione             |
| ------- | ------------------- |
| Oro     | Francia             |
| Argento | Ungheria            |
| Bronzo  | Corea del Sud       |
| 4       | Ucraina             |
| 5       | Spagna              |
| 6       | Norvegia            |
| 7       | Russia              |
| 8       | Slovenia            |
| 9       | Serbia e Montenegro |
| 10      | Romania             |
| 11      | Austria             |
| 12      | Germania            |
| 13      | Danimarca           |
| 14      | Croazia             |
| 15      | Rep. Ceca           |
| 16      | Giappone            |
| 17      | Angola              |
| 18      | Tunisia             |
| 19      | Cina                |
| 20      | Brasile             |
| 21      | Costa d'Avorio      |
| 22      | Argentina           |
| 23      | Australia           |
| 24      | Uruguay             |

|  | Qualificata ai Giochi della XXVIII Olimpiade |

## Statistiche

### Classifica marcatrici
Fonte:.
| Pos. | Nome                  | Nazionale           | Reti | Tiri |
| ---- | --------------------- | ------------------- | ---- | ---- |
| 1    | Bojana Radulovics     | Ungheria            | 97   | 170  |
| 2    | Olena Cyhycja         | Ucraina             | 66   | 120  |
| 3    | Bojana Petrović       | Serbia e Montenegro | 58   | 104  |
| 4    | Susana Fraile Celaya  | Spagna              | 50   | 116  |
| 5    | Zsuzsanna Lovasz      | Ungheria            | 48   | 68   |
| 6    | Montserrat Puche Díaz | Spagna              | 47   | 84   |
| 7    | Grit Jurack           | Germania            | 46   | 90   |
| 8    | Woo Sun-hee           | Corea del Sud       | 45   | 75   |
| 9    | Ausra Fridrikas       | Austria             | 45   | 82   |
| 10   | Elodie Mambo          | Costa d'Avorio      | 43   | 86   |

## Premi individuali
Migliori giocatrici del torneo.
| Ruolo              | Giocatrice        |
| ------------------ | ----------------- |
| Miglior giocatrice | Valérie Nicolas   |
| Portiere           | Valérie Nicolas   |
| Ala sinistra       | Tatjana Oder      |
| Terzino sinistro   | Olena Cyhycja     |
| Centrale           | Anita Görbicz     |
| Terzino destro     | Bojana Radulovics |
| Ala destra         | Woo Sun-hee       |
| Pivot              | Isabelle Wendling |